# الوجوه والنظائر (كتاب)
الوجوه والنظائر كتاب يُعنى بأحد فروع علم التفسير وهو علم الوجوه والنظائر، ألفه اللغوي والأديب أبو هلال العسكري (ت: 395هـ)، يُعنى علم الوجوه والنظائر بالكلمة المتكررة في أكثر من موضع؛ فيكون لها معنى في موضع ومعنى آخر في موضع آخر، ويقوم بتفسير بمعنى يختلف عن معنى الكلمة الأخرى بحسب الموضع التي أتت به، وقد نشأ هذا العلم على يد المُفسِّر مقاتل بن سليمان البلخيّ بتأليفه لكتاب: الوجوه والنَّظائر، هارون بن موسى في كتابه بعنوان الوجوه والنظائر أيضاً.
وقد قسم المؤلف كتابه إلى ما يقرب من الثلاثين باباً مرتبة على الطريقة الأبجدية؛ ففي كل باب من تلك الأبواب يضع الوجوه والنظائر المبتدئة بحرف من الحروف الهجائية، ومن الأمثلة على التبويبات مايلي: الباب الأول فيما جاء من الوجوه والنظائر في أوله ألف، والباب الثاني فيما جاء من الوجوه والنظائر في أوله باء، والباب الثالث فيما جاء من الوجوه والنظائر في أوله تاء، والباب الرابع فيما جاء من الوجوه والنظائر في أوله ثاء، والباب الخامس فيما جاء من الوجوه والنظائر في أوله جيم.

## موضوع الكتاب
يعد كتاب «الوجوه والنظائر» للحسن بن عبد الله العسكري من الكتب التي تعنى بفرع من فروع التفسير، وهو علم الوجوه والنظائر، وهو العلم الذي يهتم بالكلمة المتكررة في أكثر من موضع؛ فيكون لها معنى في موضع ومعنى آخر في موضع آخر، ويقوم بتفسير بمعنى يختلف عن معنى الكلمة الأخرى بحسب الموضع التي أتت به، وقد نشأ هذا العلم على يد المُفسِّر مقاتل بن سليمان البلخيّ بتأليفه لكتاب: الوجوه والنَّظائر، هارون بن موسى في كتابه بعنوان الوجوه والنظائر أيضاً.

## محتويات الكتاب
قسم المؤلف كتابه إلى ما يقرب من الثلاثين باباً مرتبة على الطريقة الأبجدية؛ ففي كل باب من تلك الأبواب يضع الوجوه والنظائر المبتدئة بحرف من الحروف الهجائية، ومن الأمثلة على التبويبات مايلي:
الباب الأول فيما جاء من الوجوه والنظائر في أوله ألف.
الباب الثاني فيما جاء من الوجوه والنظائر في أوله باء.
الباب الثالث فيما جاء من الوجوه والنظائر في أوله تاء.
الباب الرابع فيما جاء من الوجوه والنظائر في أوله ثاء.
الباب الخامس فيما جاء من الوجوه والنظائر في أوله جيم.

## سبب تأليف الكتاب
ذكر الحسن بن عبد الله العسكري سبب تأليفه لكتابه الوجوه والنظائر؛ فقال: «فعملت كتابي هذا مشتملا على أنواع هذا الفن، محمولا على ما طلبت، ومسلوكا به طريق ما سألت، قد نفي اللبس عن جميعه، ويبين الصواب في صنوفه، وميزت وجوهه تمييزا صحيحا، وقسمت أبوابه تقسيما مليحا، وذكر أصل كل كلمة منه واشتقاقها في العربية؛ لتكثر فائدتك به، ونظم على نسق حروف المعجم؛ ليتيسر الوصول إلى المطلوب من أنواعه، ويتسهل نيل ما ينبغي من أصنافه، فابتدئ منه بما كان في أوله ألف أصلية أو زائدة، ثم بما كان في أوله باء، ثم كذلك إلى آخر الحروف، والله المعين على ما فيه رضاه، وهو حسبنا ونعم الحسيب».

## مميزات الكتاب
1/ أحد الكتب التي صنفت في القرون المتقدمة إذ توفي مصنفه في 395هـ.
2/ يقدم هذا الكتاب التفسير الاعتزالي للقرآن قبل اندثار فرقة المعتزلة.
3/ من أوائل الكتب التي صنفت في علم الوجوه والنظائر بعد مقاتل بن سليمان البلخي وهارون بن موسى.

## طبعات وتحقيقات الكتاب
1/ مكتبة الثقافة الدينية- بتحقيق: محمد عثمان.
2/ جائزة دبي الدولية للقرآن الكريم- بتحقيق: حاتم صالح الضامن.